# 100 meter för herrar i friidrott vid olympiska sommarspelen 1980
100 meter herrar vid olympiska sommarspelen 1980 i Moskva avgjordes 24-25 juli. 

## Medaljörer
| Gren      | Guld                         | Guld  | Silver                | Silver | Brons                    | Brons |
| 100 meter | Allan Wells · Storbritannien | 10,25 | Silvio Leonard · Kuba | 10,25  | Petar Petrov · Bulgarien | 10,42 |

## Resultat
- Q innebär avancemang utifrån placering i heatet.
- q innebär avancemang utifrån total placering.
- DNS innebär att personen inte startade.
- DNF innebär att personen inte fullföljde.
- DQ innebär diskvalificering.
- NR innebär nationellt rekord.
- OR innebär olympiskt rekord.
- WR innebär världsrekord.
- WJR innebär världsrekord för juniorer
- AR innebär världsdelsrekord (area record)
- PB innebär personligt rekord.
- SB innebär säsongsbästa.

### Final
- Hölls den 25 juli 1980

| Placering | FINAL                   | Tid   |
| --------- | ----------------------- | ----- |
|           | Allan Wells (GBR)       | 10,25 |
|           | Silvio Leonard (CUB)    | 10,25 |
|           | Petar Petrov (BUL)      | 10,39 |
| 4.        | Aleksandr Aksinin (URS) | 10,42 |
| 5.        | Osvaldo Lara (CUB)      | 10,43 |
| 6.        | Vladimir Muravjov (URS) | 10,44 |
| 7.        | Marian Woronin (POL)    | 10,46 |
| 8.        | Hermann Panzo (FRA)     | 10,49 |

### Semifinaler
- Hölls den 25 juli 1980

| Placering | Heat 1                  | Tid   |
| --------- | ----------------------- | ----- |
| 1.        | Petar Petrov (BUL)      | 10,39 |
| 2.        | Silvio Leonard (CUB)    | 10,40 |
| 3.        | Aleksandr Aksinin (URS) | 10,45 |
| 4.        | Hermann Panzo (FRA)     | 10,45 |
| 5.        | Don Quarrie (JAM)       | 10,55 |
| 6.        | Pietro Mennea (ITA)     | 10,58 |
| 7.        | Cameron Sharp (GBR)     | 10,60 |
| 8.        | Grégoire Illorson (CMR) | 10,60 |

| Placering | Heat 2                       | Tid   |
| --------- | ---------------------------- | ----- |
| 1.        | Allan Wells (GBR)            | 10,27 |
| 2.        | Osvaldo Lara (CUB)           | 10,34 |
| 3.        | Vladimir Muravjov (URS)      | 10,42 |
| 4.        | Marian Woronin (POL)         | 10,43 |
| 5.        | James Gilkes (GUY)           | 10,44 |
| 6.        | Eugen Ray (GDR)              | 10,47 |
| 7.        | Peter Okodogbe (NGR)         | 10,51 |
| 8.        | Christopher Brathwaite (TRI) | 10,54 |

### Kvartsfinaler
- Hölls den 24 juli 1980

| Placering | Heat 1                  | Tid   |
| --------- | ----------------------- | ----- |
| 1.        | Allan Wells (GBR)       | 10,11 |
| 2.        | Petar Petrov (BUL)      | 10,13 |
| 3.        | Osvaldo Lara (CUB)      | 10,21 |
| 4.        | Pietro Mennea (ITA)     | 10,27 |
| 5.        | Hasely Crawford (TRI)   | 10,28 |
| 6.        | Sören Schlegel (GDR)    | 10,28 |
| 7.        | Nelson dos Santos (BRA) | 10,45 |
| 8.        | Lambros Kefalas (GRE)   | 10,62 |

| Placering | Heat 2                  | Tid   |
| --------- | ----------------------- | ----- |
| 1.        | Aleksandr Aksinin (URS) | 10,29 |
| 2.        | Don Quarrie (JAM)       | 10,29 |
| 3.        | Hermann Panzo (FRA)     | 10,29 |
| 4.        | Peter Okodogbe (NGR)    | 10,34 |
| 5.        | Leszek Dunecki (POL)    | 10,40 |
| 6.        | Andrew McMaster (GBR)   | 10,42 |
| 7.        | Tomás González (CUB)    | 10,44 |
| 8.        | Gerardo Suero (DOM)     | 10,57 |

| Placering | Heat 3                       | Tid   |
| --------- | ---------------------------- | ----- |
| 1.        | Silvio Leonard (CUB)         | 10,16 |
| 2.        | Marian Woronin (POL)         | 10,27 |
| 3.        | Eugen Ray (GDR)              | 10,30 |
| 4.        | Christopher Brathwaite (TRI) | 10,37 |
| 5.        | Andrej Sjljapnikov (URS)     | 10,41 |
| 6.        | Théophile Nkounkou (CGO)     | 10,59 |
| 7.        | Hammed Adio (NGR)            | 10,67 |
| 8.        | Katsuhiko Nakaya (BRA)       | 10,70 |

| Placering | Heat 4                    | Tid   |
| --------- | ------------------------- | ----- |
| 1.        | James Gilkes (GUY)        | 10,26 |
| 2.        | Grégoire Illorson (CMR)   | 10,29 |
| 3.        | Vladimir Muravjov (URS)   | 10,34 |
| 4.        | Cameron Sharp (GBR)       | 10,38 |
| 5.        | Antoine Richard (FRA)     | 10,45 |
| 6.        | Klaus-Dieter Kurrat (GDR) | 10,54 |
| 7.        | Krzysztof Zwoliński (POL) | 10,54 |
| 8.        | Samson Oyeledun (NGR)     | 10,73 |

### Försöksheat
- Hölls den 24 juli 1980

| Placering | Heat 1                       | Tid   |
| --------- | ---------------------------- | ----- |
| 1.        | Silvio Leonard (CUB)         | 10,33 |
| 2.        | Peter Okodogbe (NGR)         | 10,39 |
| 3.        | Christopher Brathwaite (TRI) | 10,44 |
| 4.        | Klaus-Dieter Kurrat (GDR)    | 10,53 |
| 5.        | Charles Kachenjela (ZAM)     | 11,03 |
| 6.        | John Carew (SLE)             | 11,11 |
| 7.        | Marc Larose (SEY)            | 11,27 |

| Placering | Heat 2                  | Tid   |
| --------- | ----------------------- | ----- |
| 1.        | Petar Petrov (BUL)      | 10,32 |
| 2.        | Vladimir Muravjov (URS) | 10,37 |
| 3.        | Osvaldo Lara (CUB)      | 10,39 |
| 4.        | Antoine Richard (FRA)   | 10,51 |
| 5.        | Pascal Aho (BEN)        | 11,01 |
| 6.        | Joseph Letseka (LES)    | 11,21 |
| 7.        | Ilidio Coelho (ANG)     | 11,42 |
| 8.        | Besha Tuffa (ETH)       | 11,55 |

| Placering | Heat 3                    | Tid   |
| --------- | ------------------------- | ----- |
| 1.        | Allan Wells (GBR)         | 10,35 |
| 2.        | Don Quarrie (JAM)         | 10,37 |
| 3.        | Krzysztof Zwoliński (POL) | 10,60 |
| 4.        | Ivajlo Karanjotov (BUL)   | 10,66 |
| 5.        | István Tatár (HUN)        | 10,69 |
| 6.        | Mario Westbroek (NED)     | 10,91 |
| 7.        | Oddur Sigurðsson (ISL)    | 10,94 |

| Placering | Heat 4                      | Tid   |
| --------- | --------------------------- | ----- |
| 1.        | Pietro Mennea (ITA)         | 10,56 |
| 2.        | Lambros Kefalas (GRE)       | 10,70 |
| 3.        | Katsuhiko Nakaya (BRA)      | 10,72 |
| 4.        | Momar N'Dao (SEN)           | 10,73 |
| 5.        | Eduardo Costa (MOZ)         | 11,02 |
| 6.        | Lucien Josiah (BOT)         | 11,15 |
| 7.        | Soutsakhone Somninhom (LAO) | 11,69 |

| Placering | Heat 5                | Tid   |
| --------- | --------------------- | ----- |
| 1.        | Eugen Ray (GDR)       | 10,38 |
| 2.        | Hasely Crawford (TRI) | 10,42 |
| 3.        | Andrew McMaster (GBR) | 10,43 |
| 4.        | Gerardo Suero (DOM)   | 10,53 |
| 5.        | Roland Dagher (LIB)   | 11,01 |
| 6.        | Sheku Boima (SLE)     | 11,08 |
| 7.        | Raghuraj Onta (NEP)   | 11,61 |

| Placering | Heat 6                       | Tid   |
| --------- | ---------------------------- | ----- |
| 1.        | James Gilkes (GUY)           | 10,34 |
| 2.        | Cameron Sharp (GBR)          | 10,38 |
| 3.        | Théophile Nkounkou (CGO)     | 10,53 |
| 4.        | István Nagy (HUN)            | 10,68 |
| 5.        | David Lukuba (TAN)           | 10,74 |
| 6.        | Paul Haba (GUI)              | 11,19 |
| 7.        | Abdul Majeed Al-Mosawi (KUW) | 11,28 |

| Placering | Heat 7                  | Tid   |
| --------- | ----------------------- | ----- |
| 1.        | Aleksandr Aksinin (URS) | 10,26 |
| 2.        | Leszek Dunecki (POL)    | 10,42 |
| 3.        | Nelson dos Santos (BRA) | 10,51 |
| 4.        | Hammed Adio (NGR)       | 10,58 |
| 5.        | Nabil Nahri (SYR)       | 10,67 |
| 6.        | Mwalimu Ali (TAN)       | 10,86 |
| 7.        | Rudolph George (SLE)    | 11,37 |

| Placering | Heat 8                   | Tid   |
| --------- | ------------------------ | ----- |
| 1.        | Sören Schlegel (GDR)     | 10,44 |
| 2.        | Hermann Panzo (FRA)      | 10,53 |
| 3.        | Tomás González (CUB)     | 10,65 |
| 4.        | Antoine Kiakouama (CGO)  | 10,69 |
| 5.        | Milton de Castro (BRA)   | 10,74 |
| 6.        | Boubacar Diallo (SEN)    | 10,75 |
| 7.        | Adille Sumariwalla (IND) | 11,04 |

| Placering | Heat 9                   | Tid   |
| --------- | ------------------------ | ----- |
| 1.        | Grégoire Illorson (CMR)  | 10,34 |
| 2.        | Marian Woronin (POL)     | 10,35 |
| 3.        | Andrej Sjljapnikov (URS) | 10,43 |
| 4.        | Samson Oyeledun (NGR)    | 10,59 |
| 5.        | Francis Adams (TRI)      | 10,80 |
| 6.        | Peter Mwita (TAN)        | 11,07 |
| 7.        | Salif Kone (MLI)         | 11,07 |
| 8.        | José Luis Elias (PER)    | 13,66 |